# Simonov zaliv
Simonov zaliv (It. San Simone) je zaliv in kopališče na slovenski obali. 
Upravno spada pod naselje Jagodje, predstavlja pa turistični predel mesta Izola, s hotelskimi kompleksi. 

## Zgodovina
V Simonovem zalivu so arheologi našli ostanke starorimske vile in pristanišča Haliaetum iz 2. stoletja pr. n. št. Na mestu najdbe danes stoji Arheološki park Simonov zaliv Izola.